# Colin McCourt
Pour les articles homonymes, voir McCourt.
Colin McCourt (né le 11 décembre 1984) est un athlète britannique spécialiste du 1 500 m.
En 2010, le Britannique remporte les Championnats d'Europe par équipes de Bergen devant l'Italien Christian Obrist, puis améliore son record personnel du 1 500 m à l'occasion du meeting de Gateshead avec le temps de 3 min37 s06.